# Nemesio Otaño
José María Nemesio Otaño y Eguino (Azcoitia, 19 de diciembre de 1880-San Sebastián, 29 de abril de 1956) fue un compositor y musicólogo español.

## Biografía
Nacido el 19 de diciembre de 1880 en la localidad guipuzcoana de Azcoitia, a los seis años empezó a estudiar solfeo, a los ocho piano y a los once órgano, también estudió contrapunto en Valladolid. En 1896 ingresó en la Compañía de Jesús y pronto fue nombrado organista de la Basílica de Loyola. En 1907 organizó el Primer Congreso Nacional de Música Sacra en Valladolid, ese mismo año fundó Música Sacra Hispana, revista que dirigió hasta 1922, también creó la Schola Cantorum y fue director del coro de la Universidad Pontificia de Comillas. Al finalizar la guerra civil, formó parte del primer Comisariado General de la Música y, entre 1940 y 1951, dirigió el Conservatorio de Madrid.
En 1941 fue nombrado caballero de la Orden de Alfonso X el Sabio y en 1943 ingresó en la Academia de Bellas Artes de San Fernando.
Otaño y Eguino escribió Miserere a cinco voces, Gran Himno a San Ignacio de Loyola, Doce cánticos al Sagrado Corazón, Suite vasca, La música religiosa y la legislación eclesiástica, El canto popular montañés, Manual de canto gregoriano, Toques de guerra en el ejército español y Canto popular montañés, entre otros.